# 余偉國
余偉國是香港电影制片人、导演。他曾执导了2005年的爱情电影《再说一次我爱你》。现为映艺娱乐有限公司制作总监。

## 生平
1982年他毕业于香港理工大学建筑工程系，之后投身于电影业。
他跟刘德华是多年同学兼好友、事业伙伴。

## 事业
1991年他与刘德华联合创办了天幕制作有限公司。曾参与过《妖街皇后》、《香港製造》、《去年烟花特别多》等电影的制作。
2005年他参与了亚洲新星导计划的幕后创作。

## 电影作品

### 导演
- 1996年，《1/2次同床》[4]，与羅文联合导演
- 2005年，《再说一次我爱你》，兼任编剧和监制

### 监制
- 1993年，《天长地久》
- 1994年，《天與地》
- 2006年，《疯狂的石头》
- 2006年，《師奶唔易做》
- 2011年，《刀见笑》
- 2012年，《光辉岁月》